# Brusque Admirals
O Brusque Admirals é uma equipe de futebol americano, sediada em Brusque, Santa Catarina, fundada em 13 de abril de 2003 . É uma das fundadoras da Liga Catarinense de Futebol Americano, e duas vezes vice-campeã estadual.

## Temporadas Anteriores
| Ano  | Divisão | Recorde | Colocação | Temporada Regular | Temporada Regular | Temporada Regular | Temporada Regular | Pós Temporada                              |
| Ano  | Divisão | Recorde | Colocação | #                 | V                 | D                 | E                 | Pós Temporada                              |
| 2006 | LCFA    | 5-3     | 2°        | 2°                | 4                 | 2                 | 0                 | Perdeu o SC Bowl I para o Caxias Panzers   |
| 2007 | LCFA    | 7-3     | 2°        | 2°                | 6                 | 2                 | 0                 | Perdeu o SC Bowl II para o Caxias Panzers  |
| ---- | ------- | ------- | --------- | ----------------- | ----------------- | ----------------- | ----------------- | ------------------------------------------ |
| 2008 | DSC     | 7-2     | 3°        | 1°                | 7                 | 1                 | 0                 | Perdeu a semifinal para o Jaraguá Breakers |

## Títulos
2008
- Campeão da Divisão Sul Catarinense